# 老安駅
老安駅（ノアンえき）は、大韓民国全羅南道羅州市にある韓国鉄道公社（KORAIL）の駅である。2019年現在、停車する旅客列車は存在しない。

## 路線
- 韓国鉄道公社
  - 湖南線

## 歴史
- 1939年5月16日 - 開業[1]。
- 1944年6月15日 - 廃止[2]。
- 時期不明 - 営業再開。
- 2011年10月5日 - 旅客営業中止。

## 隣の駅
韓国鉄道公社
湖南線
光州松汀駅 - 老安駅 - 羅州駅